# Lophiodon
Lophiodon là một chi rêu trong họ Ditrichaceae.